# Globba schomburgkii
Globba schomburgkii är en enhjärtbladig växtart som beskrevs av Joseph Dalton Hooker. Globba schomburgkii ingår i släktet Globba och familjen Zingiberaceae.

## Underarter
Arten delas in i följande underarter:
- G. s. angustata
- G. s. schomburgkii

## Bildgalleri

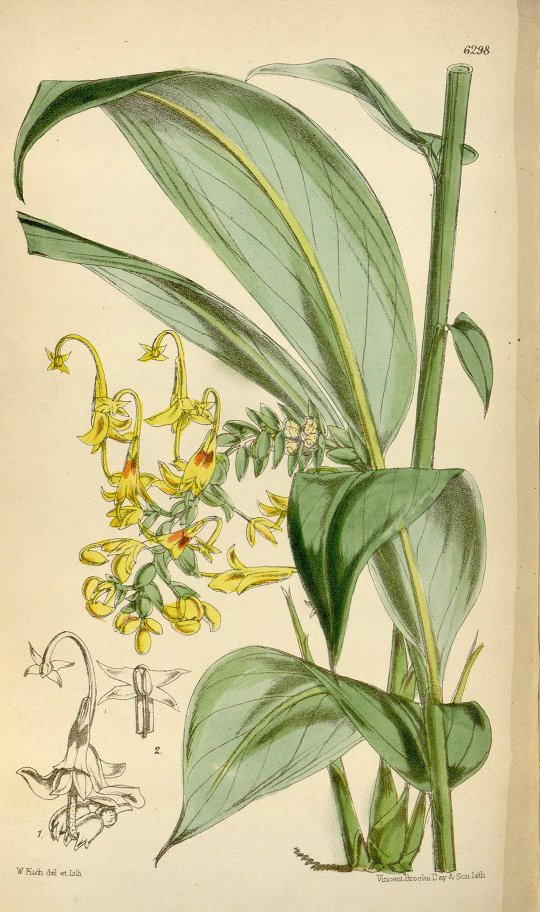
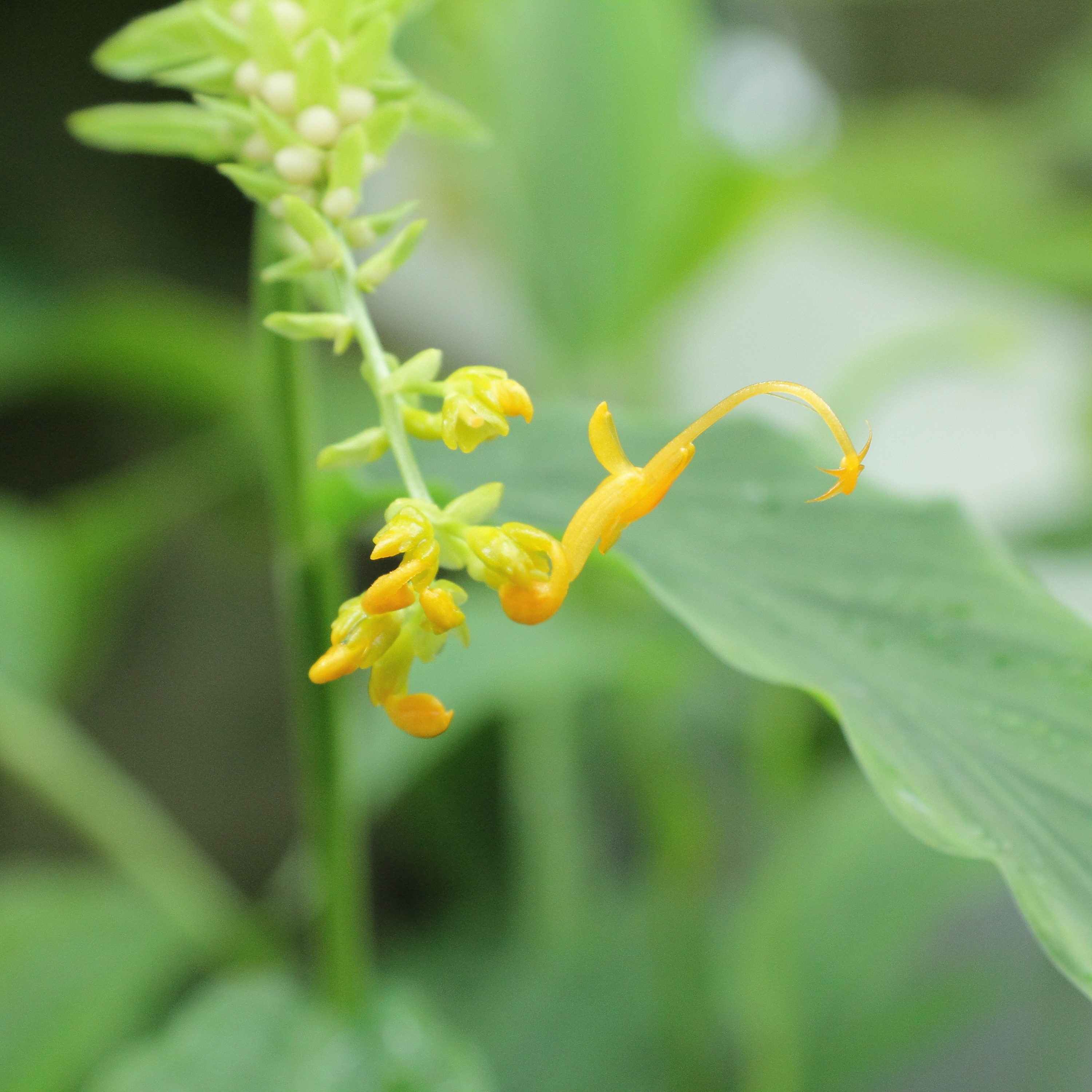
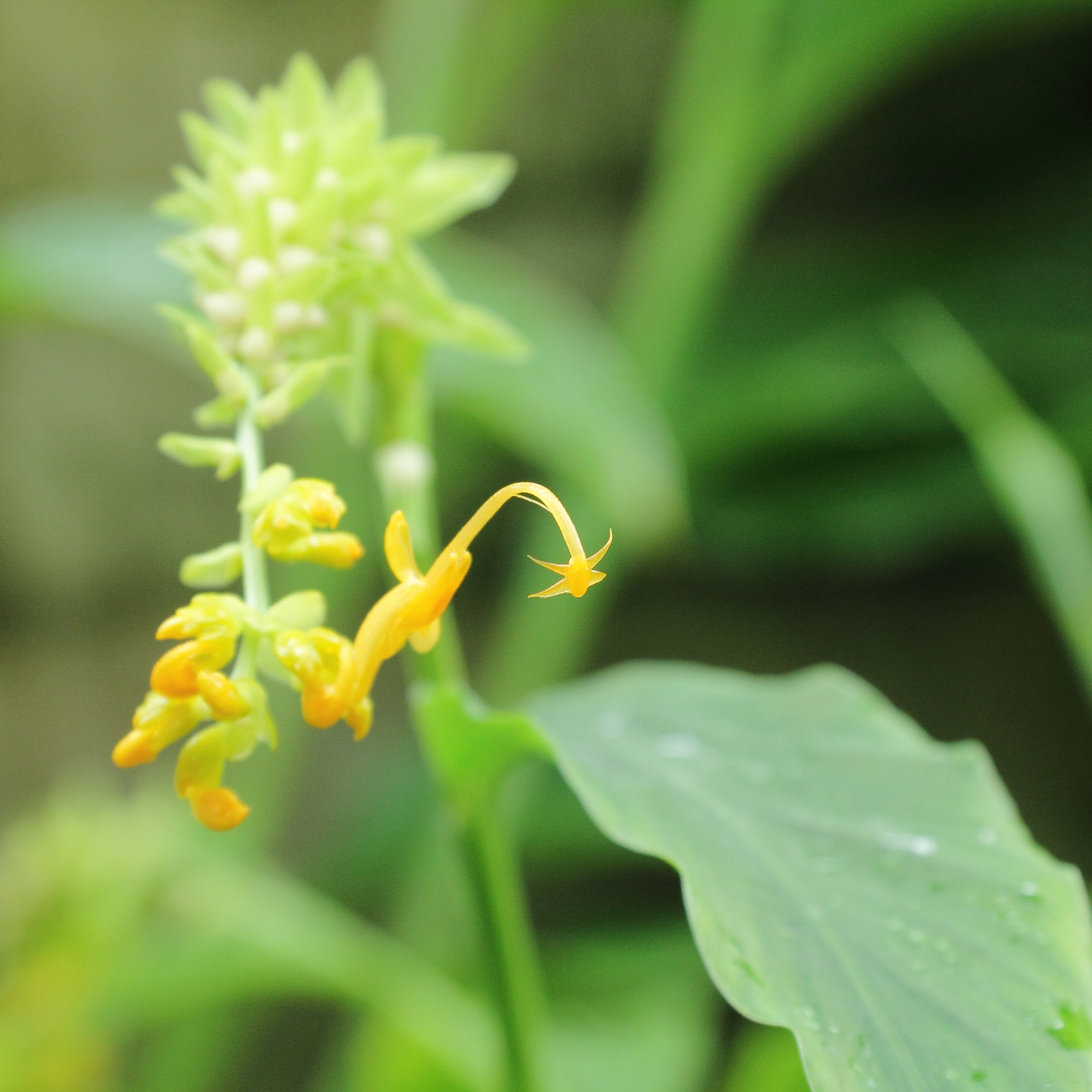